# Louis M. Pecora

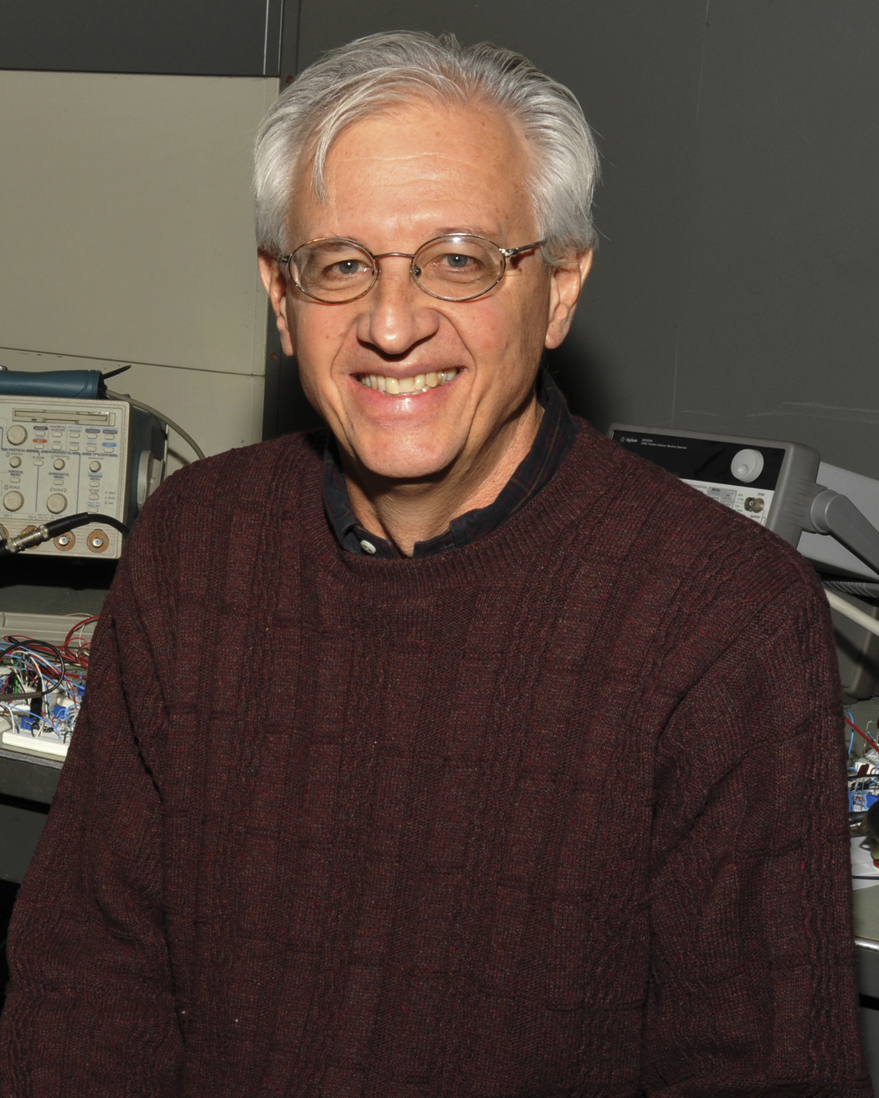
Louis M. Pecora

Louis M. Pecora, auch Lou Pecora, ist ein US-amerikanischer Physiker.
Er ist Forschungsphysiker am Naval Research Laboratory, an dem er seit 1977 ist. Er leitet dort eine Gruppe in nichtlinearer Dynamik von Festkörpersystemen.
Mit Thomas Carroll demonstrierte er 1990 erstmals experimentell die Kontrolle chaotischer Systeme über Synchronisation von Chaos, ein Phänomen, das sie entdeckten.
2020 gehörte er mit Thomas L. Carroll zu den Clarivate Citation Laureates für Forschung in nichtlinearer Dynamik einschließlich Synchronisierung chaotischer Systeme (Laudatio). Seine Arbeit mit Thomas Carroll zu diesem Thema von 1990 wurde über 13.000 Mal zitiert.

## Schriften (Auswahl)
- mit T. L. Carroll: Synchronization in Chaotic Systems, Phys. Rev. Lett., Band 64, 1990, S. 821–824
- mit T. L. Carroll: Driving systems with chaotic signals, Phys. Rev. A, Band 44, 1991, S. 2374
- mit W. L. Ditto: Mastering Chaos, Scientific American, Band 269, August 1993, S. 78–84
- mit J. F. Heagy, T. L. Carroll: Synchronous chaos in coupled oscillator systems, Phys. Rev. E, Band 50, 1994, S. 1874
- mit T. L. Carroll, G. A. Johnson, D. J. Mar, J. F. Heagy: Fundamentals of synchronization in chaotic systems, concepts, and applications, in: Chaos: An Interdisciplinary Journal of Nonlinear Science, Band 7, 1997, S., 520–543
- mit T. L. Carroll: Master stability functions for synchronized coupled systems, Phys. Rev. Lett., Band 80, 1998, S. 2109
- mit M. Barahona: Synchronization in small-world systems, Phys. Rev. Lett., Band 89, 2002, S. 054101
- mit T. L. Carroll: Synchronizing chaotic circuits, in: Carroll, Pecora (Hrsg.), Nonlinear Dynamics in Circuits, World Scientific 1995, S. 215–248
- mit F Sorrentino, A.M. Hagerstrom, T.E. Murphy, R. Roy: Cluster synchronization and isolated desynchronization in complex networks with symmetries, Nature Communications, Band 5, 2014, S. 1–8